# جيمس جي برادوك
جيمس جي برادوك (بالإنجليزية: James J. Braddock)‏ هو ملاكم اميركي من اصل أيرلندي، ولد في 7 يونيو 1905 وتوفي في 29 نوفمبر 1974. هو حامل لقب بطولة العالم للوزن الثقيل. عرف بلقب جيمس جي برادوك محتذيا بالبطلين العالميين السابقين له في الملاكمة (جيمس جي كوربيت وجيمس جي جيفريز) عرف ببيمينه القوية وذقنه القوي، كانت لعودته إلى مجال الملاكمة صدى كبير بعد مهنة بائت بالفشل نتيجة لخسارته عدة مباريات امام خصومه فاضطر إلى العمل في الموانيء خلال فترة الكساد الاعظم لاعاله عائلته واطفاله فاكتسب لقب رجل سيندريلا الذي اطلقه عليه الصحفي ديمون رونيون اما مدير أعماله فكان جو كولد. عرض فيلم يحكي قصته باسم رجل السندريلا. قام بتأدية دور برادوك الممثل راسل كرو وأدّت رينيه زيلويغر دور زوجته ماي.

## روابط خارجية
- جيمس جي برادوك على موقع بوكس ريك (الإنجليزية) (registration required)